# Tricyphona (Tricyphona) degenerata
Tricyphona (Tricyphona) degenerata is een tweevleugelige uit de familie Pediciidae. De soort komt voor in het Nearctisch gebied.